# Bryum moravicum
Bryum moravicum là một loài Rêu trong họ Bryaceae. Loài này được Podp. mô tả khoa học đầu tiên năm 1906.